# 38. Tony-gála
A 38. Tony-gála az 1983/1984-es szezon legjobb Broadway színházi alakításait értékelte. A díjátadót 1984. június 3-án tartották a New York-i Gershwin Theatreben, a műsor házigazdái Julie Andrews és Robert Preston voltak. A gálát az CBS televízióadó közvetítette élőben.

## Győztesek és jelöltek
A nyertesek félkövérrel jelölve.
| Legjobb színdarab | Legjobb musical |
| --- | --- |
| - Ez az igazi – Tom Stoppard - Egy kanál víz – David Mamet - Függöny fel! – Michael Frayn - Play Memory – Joanna Glass | - Őrült nők ketrece - Baby - Sunday in the Park with George - The Tap Dance Kid |
| Legjobb színdarab újra a színpadon | Legjobb szövegkönyv musicalben |
| - Az ügynök halála - Amerikai bölény - Megtört szívek háza - Boldogtalan Hold | - Harvey Fierstein – Őrült nők ketrece - Sybille Pearson – Baby - James Lapine – Sunday in the Park with George - Charles Blackwell – The Tap Dance Kid                                                       |
| Legjobb férfi főszereplő színdarabban | Legjobb női főszereplő színdarabban |
| - Jeremy Irons – Ez az igazi (Henry) - Calvin Levels – Open Admissions (Calvin Jefferson) - Rex Harrison – Megtört szívek háza (Shotover) - Ian McKellen – Ian McKellen Acting Shakespeare (Előadó)                                                         | - Glenn Close – Ez az igazi (Annie) - Rosemary Harris – Megtört szívek háza (Hesione Hushabye) - Linda Hunt – End of the World (Audrey Wood) - Kate Nelligan – Boldogtalan Hold (Josie Hogan)                 |
| Legjobb férfi főszereplő musicalben | Legjobb női főszereplő musicalben |
| - George Hearn – Őrült nők ketrece (Albin) - Gene Barry – Őrült nők ketrece (Georges) - Ron Moody – Olivér (Fagin) - Mandy Patinkin – Sunday in the Park with George (George)                                                                               | - Chita Rivera – A görkorcsolyapálya (Anna) - Rhetta Hughes – Amen Corner (Margaret Alexander) - Liza Minnelli – A görkorcsolyapálya (Angel) - Bernadette Peters – Sunday in the Park with George (Dot/Marie) |
| Legjobb férfi mellékszereplő színdarabban | Legjobb női mellékszereplő színdarabban |
| - Joe Mantegna – Egy kanál víz (Richard Roma) - Philip Bosco – Megtört szívek háza (Boss Mangan) - Robert Prosky – Egy kanál víz (Shelly Levene) - Douglas Seale – Függöny fel! (Selsdon Mowbray)                                                           | - Christine Baranski – Ez az igazi (Charlotte) - Jo Henderson – Play Memory (Ruth MacMillan) - Dana Ivey – Megtört szívek háza (Lady Utterword) - Deborah Rush – Függöny fel! (Brooke Ashton)                 |
| Legjobb férfi mellékszereplő musicalben | Legjobb női mellékszereplő musicalben |
| - Hinton Battle – The Tap Dance Kid (Dipsey) - Stephen Geoffreys – The Human Comedy (Homer) - Todd Graff – Baby (Danny) - Samuel E. Wright – The Tap Dance Kid (William)                                                                                    | - Lila Kedrova – Zorba, a görög (Madame Hortense) - Martine Allard – The Tap Dance Kid (Emma) - Liz Callaway – Baby (Lizzie Fields) - Dana Ivey – Sunday in the Park with George (Yvonne/Naomi Eisen)         |
| Legjobb eredeti zene | Legjobb koreográfia |
| - Őrült nők ketrece – Jerry Herman (zene és dalszöveg) - Baby – David Shire (zene), Richard Maltby Jr. (dalszöveg) - A görkorcsolyapálya – John Kander (zene), Fred Ebb (dalszöveg) - Sunday in the Park with George – Stephen Sondheim (zene és dalszöveg) | - Danny Daniels – The Tap Dance Kid - Wayne Cilento – Baby - Graciela Daniele – A görkorcsolyapálya - Scott Salmon – Őrült nők ketrece                                                                        |
| Legjobb színdarabrendező | Legjobb musicalrendező |
| - Mike Nichols – Ez az igazi - Michael Blakemore – Függöny fel! - David Leveaux – Boldogtalan Hold - Gregory Mosher – Egy kanál víz | - Arthur Laurents – Őrült nők ketrece - James Lapine – Sunday in the Park with George - Richard Maltby, Jr. – Baby - Vivian Matalon – The Tap Dance Kid                                                       |
| Legjobb díszlettervezés | Legjobb jelmeztervezés |
| - Tony Straiges – Sunday in the Park with George - Clarke Dunham – End of the World - Peter Larkin – A görkorcsolyapálya - Tony Walton – Ez az igazi | - Theoni V. Aldredge – Őrült nők ketrece - Jane Greenwood – Megtört szívek háza - Anthea Sylbert – Ez az igazi - Patricia Zipprodt, Ann Hould-Ward – Sunday in the Park with George                           |
| Legjobb látványtervezés | |
| - Richard Nelson – Sunday in the Park with George - Ken Billington – End of the World - Jules Fisher – Őrült nők ketrece - Marc B. Weiss – Boldogtalan Hold                                                                                                 | |

### Különdíjak
- A legjobb körzeti színház: Old Globe Theatre, San Diego, California
- Brooks Atkinson-díj: Al Hirschfeld
- Arany Tony-díj: Joseph Papp (Tánckar)
- Peter Feller
- Peter Brook, Alexander H. Cohen (La tragédie de Carmen)[2]

## Előadott számok
- Baby ("I Want It All" - Liz Callaway, Catherine Cox, Beth Fowler)
- Őrült nők ketrece ("We Are What We Are"/"I Am What I Am" - George Hearn)
- The Tap Dance Kid ("Fabulous Feet" - Hinton Battle)
- A görkorcsolyapálya ("Wallflower" - Chita Rivera, Liza Minnelli)
- Sunday in the Park with George ("Sunday" - Mandy Patinkin, Bernadette Peters)

## Műsorvezetők
A gálán az alábbi műsorvezetők működtek közre:
- Carol Channing
- Marilyn Cooper
- Nancy Dussault
- Robert Goulet
- Robert Guillaume
- Dustin Hoffman
- Beth Howland
- Larry Kert
- Michele Lee
- Dorothy Loudon
- Shirley MacLaine
- Liza Minnelli
- Mary Tyler Moore
- Anita Morris
- Bernadette Peters
- Anthony Quinn
- Tony Randall
- Tony Roberts
- Chita Rivera
- Leslie Uggams
- Gwen Verdon
- Raquel Welch

## Fordítás
- Ez a szócikk részben vagy egészben  a(z)   38th Tony Awards című angol Wikipédia-szócikk fordításán alapul.  Az eredeti cikk szerkesztőit annak laptörténete sorolja fel. Ez a jelzés csupán a megfogalmazás eredetét és a szerzői jogokat jelzi, nem szolgál a cikkben szereplő információk forrásmegjelöléseként.